# Крижовлян
Крижовлян (хорв. Križovljan) — населений пункт у Хорватії, у Вараждинській жупанії у складі громади Мартіянець.

## Населення
Населення за даними перепису 2011 року становило 288 осіб.
Динаміка чисельності населення поселення:

## Клімат
Середня річна температура становить 10,47 °C, середня максимальна – 24,91 °C, а середня мінімальна – -6,06 °C. Середня річна кількість опадів – 802 мм.
| Клімат поселення                              | Клімат поселення | Клімат поселення | Клімат поселення | Клімат поселення | Клімат поселення | Клімат поселення | Клімат поселення | Клімат поселення | Клімат поселення | Клімат поселення | Клімат поселення | Клімат поселення | Клімат поселення |
| Показник                                      | Січ.             | Лют.             | Бер.             | Квіт.            | Трав.            | Черв.            | Лип.             | Серп.            | Вер.             | Жовт.            | Лист.            | Груд.            |                  |
| Середній максимум, °C                         | 5,58             | 7,46             | 12,00            | 16,47            | 22,07            | 24,91            | 23,80            | 23,16            | 19,15            | 14,41            | 8,54             | 4,78             |                  |
| Середня температура, °C                       | −0,24            | 1,64             | 6,18             | 10,66            | 16,24            | 19,10            | 20,17            | 19,54            | 15,52            | 10,80            | 4,91             | 1,16             |                  |
| Середній мінімум, °C                          | −6,06            | −4,18            | 0,36             | 4,83             | 10,43            | 13,27            | 16,56            | 15,92            | 11,91            | 7,18             | 1,29             | −2,45            |                  |
| Норма опадів, мм                              | 40               | 41               | 49               | 63               | 72               | 91               | 84               | 81               | 77               | 73               | 75               | 56               |                  |
| Середньомісячна швидкість вітру, м/с          | 2.10             | 2.32             | 2.70             | 2.70             | 2.50             | 2.20             | 2.10             | 1.90             | 1.95             | 2.00             | 2.12             | 2.12             |                  |
| Середньомісячна сонячна радіація, кДж/м²·день | 4001             | 6738             | 10584            | 14950            | 19067            | 21016            | 21489            | 18931            | 13939            | 8637             | 4526             | 3264             |                  |
| --------------------------------------------- | ---------------- | ---------------- | ---------------- | ---------------- | ---------------- | ---------------- | ---------------- | ---------------- | ---------------- | ---------------- | ---------------- | ---------------- | ---------------- |
| Джерело:                                      |                  |                  |                  |                  |                  |                  |                  |                  |                  |                  |                  |                  |                  |